# Bradley James Allan
Bradley James Allan (* 14. Februar 1973 in Melbourne; † 7. August 2021) war ein australischer Schauspieler, Stuntman, Stunt- und Action-Regisseur. Bekannt als Partner von Jackie Chan und Edgar Wright, war er unter anderem Regisseur von Actionszenen für alle Filme der Kingsman-Franchise, sowie für Filme wie Hellboy 2, Avatar, Wonder Woman, Kick-Ass, Han Solo, Shang-Chi und Argylle.

## Leben und Wirken
Brad Allan begann im Alter von 10 Jahren, Kampfsport, Boxen, Gymnastik und chinesische Zirkuskunst zu erlernen. Ab seinem 14. Lebensjahr beschäftigte er sich mit Wushu. Mit 15 Jahren traf er auf zwei chinesische Wushu-Athleten, Liang Chang Xing und Tang Lai Wei vom Peking-Wushu-Team (vom selben Team wie Jet Li). Unter ihrer Anleitung stieg Allan zu einem der besten Wushu-Athleten Australiens auf. Er beherrschte auch Karate und andere Kampfkünste.
Im Alter von 22 Jahren kehrte Allan nach einem mehrjährigen Sprach- und Kampfkunststudium in Asien nach Australien zurück. In seiner Heimatstadt Melbourne traf er auf den Meister und seinen späteren Mentor Jackie Chan. Durch einen Zufall bekam Allan die Gelegenheit, Chan und seinem Team seine Fähigkeiten zu demonstrieren. Als erstes nicht-asiatisches Mitglied verbrachte Allan die nächsten 12 Jahre damit, als Teil des Jackie-Chan-Stunt-Teams um die Welt zu reisen und aufzutreten. Während dieser Zeit und unter Chans direkter Anleitung entwickelte er sich vom Stunt-Darsteller zum Action-Choreographen, zum Stunt-Koordinator und schließlich zum Action-Regisseur.
Als in Melbourne der Film Mr. Nice Guy gedreht wurde, bekam er eine Nebenrolle und wurde später nach Hongkong eingeladen, um den nächsten Action-Reißer Jackie Chan ist Nobody zu drehen, in dem er Ron Smoorenburg und Michel Ferre doublte. In den späten 1990er Jahren, ging Allan nach Hollywood und brachte seinen einzigartigen visuellen Stil mit, der das Beste aus Ost und West kombinierte. Dort schloss er sich dem Stuntteam von Jackie Chan an, wo er auch Regisseur von Actionszenen in Hollywoodfilmen wurde. Zum Beispiel war er an der Inszenierung von Kämpfen in The Chronicles of Riddick und Hellboy 2 beteiligt. Er spielte in zahlreichen Filmen mit Jackie Chan mit, mit dem er fast 25 Jahre zusammengearbeitet hatte. Später wurde er der Leiter von Jackie Chans Stuntteam. Außerdem war er Chans persönlicher Leibwächter.
Allan arbeitete mit einem internationalen Team von Fachleuten. Sein Ziel war es, die Menschen zu unterhalten, sie für Kampfsport zu begeistern und zu motivieren. Durch sein sportliches Handeln und faires Verhalten überschritt er Sprach- und Kulturgrenzen.
Allan starb plötzlich infolge einer Krankheit am 7. August 2021. Die Veröffentlichungen der Filme Shang-Chi and the Legend of the Ten Rings und Argylle waren ihm zum Andenken gewidmet.

## Filmografie (Auswahl)

### Schauspieler
- 1997: Mr. Nice Guy (Yatgo ho yan)
- 1999: Under Control (Bō lí zūn)
- 1999: Gen-X Cops (Dak ging san yan lui)
- 2001: Spion wider Willen (Dak miu mai shing)
- 2003: Shanghai Knights
- 2010: Choptober (Kurzfilm)

### Stuntman
- 1998: Rush Hour
- 1998: Jackie Chan ist Nobody (Wo shi shei)
- 1999: Under Control (Bō lí zūn)
- 2000: Shang-High Noon (Shanghai Noon)
- 2001: Spion wider Willen (Dak miu mai shing)
- 2001: Rush Hour 2
- 2002: The Tuxedo – Gefahr im Anzug (The Tuxedo)
- 2003: Shanghai Knights
- 2004: Riddick: Chroniken eines Kriegers